# Franz Zumstein
Franz Zumstein (Balsthal, 28 aprile 1959) è un illustratore, fumettista e pittore svizzero.

## Biografia
All'età di 4 anni inizia a disegnare storie con l'aiuto di sua madre che scriveva i testi. A 12 anni scopre titoli come Blueberry, Tanguy e Laverdure, Buck Danny e Dan Cooper, grazie alla rivista ZACK. 
Ispirato dal libro La grande giostra (titolo originale: Le Grand Cirque del 1948), sulle memorie del pilota militare francese Pierre Clostermann, iniziò a disegnare un primo fumetto che evocasse l'aviazione ai tempi della Seconda guerra mondiale. Dopo aver studiato per divenire insegnante di scuola elementare e due anni di lavoro in tale ruolo, frequenta contemporaneamente il corso preliminare presso la Scuola di arti applicate di Zurigo nel 1983. Continua, tuttavia, a lavorare come insegnante e a disegnare solo come passatempo.
Tiene una prima mostra di suoi lavori nel 1982 a Kappel d fa una prima pubblicazione di fumetti nel 1985 su BD-CH, una rivista sperimentale di fumetti della Svizzera romanda.
Nel 1997 abbandona definitivamente l'attività didattica e si dedica a tempo pieno al disegno.  Lavora come disegnatore di fumetti per editori svizzeri, tedeschi e francesi e come illustratore per aziende in patria e all'estero.
Attualmente è esclusivamente un disegnatore di fumetti e occasionalmente tiene conferenze sul tema.
Vive e lavora a Balsthal con la moglie, la stilista tessile e moda Stephanie, alle porte del Giura svizzero, con vista sui castelli medievali Alt e Neu-Falkenstein.

## Opere

### In italiano
- Il falco del deserto. I cieli dell'Africa, collana Le grandi battaglie della storia, traduzione di Elisa Sassi, vol. 13, Reggio Emilia, Editoriale Cosmo, 2018, ISBN 9788869116513.
- Il falco del deserto. I cieli di Novgorod, collana Le grandi battaglie della storia, traduzione di Elisa Sassi, vol. 14, Reggio Emilia, Editoriale Cosmo, 2018, ISBN 9788869116629.